# Tbiliso
Tbiliso (georgiska: თბილისო, ryska: Тбилисо) är en hymn till Georgiens huvudstad Tbilisi och en av landets mest kända sånger. 
Musiken är komponerad av Revaz Laghidze och låten är skriven av Petre Gruzinski. År 1974 släppte skivbolaget Melodija (ryska: Мелодия) två skivor med sången, framförd av den georgiska ensemblen Via Orera (georgiska: ვია ორერა, ryska: ВИА «Орэра») som gjorde sången framgångsrik.  År 1976 sjöng sångerskan Nani Bregvadze sin version av Tbiliso. Sången har även framförts av en grupp kända sångare bestående av Nani Bregvadze, Vachtang Kikabidze, Valeri Meladze och Tamara Gverdtsiteli.

## Sångtext
| Originaltext på georgiska | Latinsk transkribering | Översatt till ryska | Poetisk översättning Micheil Kvaliasjvili |
| --- | --- | --- | --- |
| სიმღერა თბილისზე ნეტავ სად არის კიდევ ცა, უძიროდ ლურჯი, ხალასი, სწორედ ისეთი, როგორც შენია. ნაიარევი წარსული, ნანგრევი ნარიყალასი, ჭაღარასავით შემოგრჩენია. თბილისო - მზის და ვარდების მხარეო, უშენოდ - სიცოცხლეც არ მინდა, სად არის სხვაგან ახალი ვარაზი, სად არის ჭაღარა მთაწმინდა. ჩაივლი მტკვართან ხეივანს და გაზაფხულის მაყრები მეგებებიან მწვანე ჭადრები. აქ არ იმღერო, ძნელია, აქ ხომ ვერხვებიც მღერიან და ცაც ფირუზზე ლურჯი ფერია. თბილისო - მზის და ვარდების მხარეო, უშენოდ - სიცოცხლეც არ მინდა, სად არის სხვაგან ახალი ვარაზი, სად არის ჭაღარა მთაწმინდა | Netav sad aris kidjev tsa, Udzirod lurdzji chalasi Stsored iseti rogorts sjenia, Naiarevi ttsarsuli, Nangrevi nariqalasi, Tjagarasavit sjemogrtjenia. Tbiliso, mzis da vardebi mchareo, Usjenod sitsotschlets ar minda, Sad aris schvagan achali varazi, Sad aris tjagara Mtatsminda! Tjaivli mtkvartan cheibans, Da gazalkchulis makrebi Gegebebian mtsvane tjadrebit. Ak ar imgero, dznelia, Ak chom potlebits mgerian, Da tsa piruzeze lurdzji peria. | Где небо всё бескрайнее И радостное, синее? Такое небо только над тобой! И словно шрам от прошлого Останки здесь разбросаны От Нарикалы — крепости седой. Солнца край, полный роз — Тбилиси! Не хочу без тебя никуда! Где ещё в другом месте есть Варази, И где есть седая Мтацминда? Аллеей вдоль Куры иду, Меня встречают все в цвету Платаны, словно вестники весны. Не петь здесь просто не могу, Поют ведь даже листья тут, И небосвод здесь ярче бирюзы. | Такой лазурный небосвод Сияет только над тобой, Тбилиси, мой любимый и родной! И Нарикала здесь стоит, Как память прошлых тяжких бед, Твою главу венчая сединой. Расцветай под солнцем, Грузия моя, Ты судьбу свою вновь обрела. Не найти в других краях твоих красот, Без тебя и жизнь мне не мила! Идёшь аллей вдоль Куры, И над тобой платанов сень Своей прохладой в знойный день манит. И песня рвется из груди, И даже листья все поют Седой Куре, одетой здесь в гранит. |

### Fotnoter
1. ↑  Ryndin, Jurij (10 mars 2009). ”ВИА "ОРЭРА"” (på ryska). http://donbass56mp3.narod.ru/orera.html.
2. ↑  ”Videoklipp: Tbiliso”. Youtube. http://www.youtube.com/watch?v=7-dMU-bewAQ.
3. ↑  ”Песня о Тбилиси” (på ryska, georgiska). SovMusic.ru. http://sovmusic.ru/text.php?from_sam=1&fname=s10880.